# 국제 래프팅 연맹
국제 래프팅 연맹(International Rafting Federation, IRF)은 래프팅 종목을 총괄하는 국제 스포츠 행정 기구이다.

## 회원국
| 국가                  | 협회                                              | 코드 | 대륙       | 설립 | 가맹   | 비고     |
| --------------------- | ------------------------------------------------- | ---- | ---------- | ---- | ------ | -------- |
| 그리스                | 그리스 카누 카약 연맹                             | GRE  | 유럽       |      | 2019년 |          |
| 남아프리카 공화국     | 남아프리카 카누 연맹                              | RSA  | 아프리카   |      | 1999년 |          |
| 네덜란드              | 네덜란드 래프팅 연맹                              | NED  | 유럽       |      | 2002년 |          |
| 네팔                  | 네팔 히말리아 강 가이드 연맹                      | NEP  | 아시아     |      | 2013년 |          |
| 노르웨이              | 노르웨이 패들링 협회                              | NOR  | 유럽       |      | 2002년 |          |
| 뉴질랜드              | 뉴질랜드 하천 협회                                | NZL  | 오세아니아 |      | 1999년 |          |
| 덴마크                | 덴마크 서핑 래프팅 연맹                           | DEN  | 유럽       |      | 2000년 |          |
| 도미니카 공화국       | 도미니카 래프팅 연맹                              | DOM  | 아메리카   |      | 2015년 | 준회원국 |
| 독일                  | 독일 카누 협회                                    | GER  | 유럽       |      | 1999년 |          |
| 라트비아              | 라트비아 래프팅 수상 관광 연맹                    | LAT  | 유럽       |      | 2013년 |          |
| 러시아                | 러시아 래프팅 연맹                                | RUS  | 유럽       |      | 1999년 |          |
| 루마니아              | 루마니아 래프팅 협회                              | ROU  | 유럽       |      | 2011년 |          |
| 말레이시아            | 말레이시아 래프팅 협회                            | MAS  | 아시아     |      | 2015년 |          |
| 멕시코                |                                                   | MEX  | 아메리카   |      | 1999년 | 준회원국 |
| 몬테네그로            | 몬테네그로 래프팅 연맹                            | MNE  | 유럽       |      | 2008년 |          |
| 몽골                  | 몽골 래프팅 연맹                                  | MGL  | 아시아     |      | 2013년 |          |
| 미국                  | 미국 래프팅 협회                                  | USA  | 아메리카   |      | 1999년 |          |
| 베네수엘라            | 베네수엘라 급류 협회                              | VEN  | 아메리카   |      | 2004년 |          |
| 벨기에                | 벨기에 래프팅 연맹                                | BEL  | 유럽       |      | 2009년 |          |
| 보스니아 헤르체고비나 | 보스니아 헤르체고비나 래프팅 연맹                 | BIH  | 유럽       |      | 2004년 |          |
| 불가리아              | 불가리아 래프팅 연맹                              | BUL  | 유럽       |      | 2006년 |          |
| 브라질                | 브라질 래프팅 협회                                | BRA  | 아메리카   |      | 2018년 | 준회원국 |
| 세르비아              | 세르비아 래프팅 협회                              | SRB  | 유럽       |      | 2019년 | 준회원국 |
| 스위스                | 스위스 래프팅 연맹                                | SUI  | 유럽       |      | 2004년 |          |
| 슬로바키아            | 슬로바키아 카누 래프팅 연맹                       | SVK  | 유럽       |      | 2000년 |          |
| 슬로베니아            | 슬로베니아 래프팅 협회                            | SLO  | 유럽       |      | 1999년 |          |
| 아랍에미리트          | 아랍에미리트 래프팅 연맹                          | UAE  | 아시아     |      | 2017년 |          |
| 아르메니아            | 아르메니아 래프팅 연맹                            | ARM  | 유럽       |      | 2017년 | 준회원국 |
| 아르헨티나            | 아르헨티나 래프팅 협회                            | ARG  | 아메리카   |      | 2006년 |          |
| 알바니아              | 알바니아 래프팅 연맹                              | ALB  | 유럽       |      | 2011년 |          |
| 영국                  | 영국 래프팅 연맹                                  | GBR  | 유럽       |      | 1999년 |          |
| 오스트레일리아        | 오스트레일리아 래프팅 연맹                        | AUS  | 오세아니아 |      | 2000년 |          |
| 오스트리아            | 오스트리아 래프팅 연맹                            | AUT  | 유럽       |      | 1999년 |          |
| 우크라이나            | 우크라이나 래프팅 연맹                            | UKR  | 유럽       |      | 2016년 |          |
| 이란                  | 이란 래프팅 연맹                                  | IRI  | 아시아     |      | 2010년 |          |
| 이탈리아              | 이탈리아 래프팅 연맹                              | ITA  | 유럽       |      | 1999년 |          |
| 인도                  | 인도 래프팅 연맹                                  | IND  | 아시아     |      | 2013년 | 준회원국 |
| 인도네시아            | 인도네시아 래프팅 연맹                            | INA  | 아시아     |      | 2006년 |          |
| 일본                  | 일본 래프팅 연맹                                  | JPN  | 아시아     |      | 1999년 |          |
| 조지아                | 조지아 국가 래프팅 연맹                           | GEO  | 유럽       |      | 2007년 |          |
| 중화인민공화국        | 중화인민공화국 국가체육총국 수상 스포츠 관리 센터 | CHN  | 아시아     |      | 2012년 |          |
| 체코                  | 체코 카누 협회                                    | CZE  | 유럽       |      | 1999년 |          |
| 칠레                  | 칠레 래프팅 협회                                  | CHI  | 아메리카   |      | 2009년 | 준회원국 |
| 카자흐스탄            | 카자흐스탄 래프팅 연맹                            | KAZ  | 아시아     |      | 2006년 |          |
| 캐나다                | 캐나다 래프팅 연맹                                | CAN  | 아메리카   |      | 1999년 |          |
| 코스타리카            | 코스타리카 익스트림 스포츠 조정 연맹              | CRC  | 아메리카   |      | 1999년 |          |
| 콜롬비아              | 콜롬비아 래프팅 연맹                              | COL  | 아메리카   |      | 2004년 |          |
| 크로아티아            | 크로아티아 카누 연맹                              | CRO  | 유럽       |      | 2006년 |          |
| 파키스탄              | 파키스탄 래프팅 체육 협회                         | PAK  | 아시아     |      | 2018년 | 준회원국 |
| 페루                  | 페루 래프팅 연맹                                  | PER  | 아메리카   |      | 2018년 | 준회원국 |
| 포르투갈              | 포르투갈 카누 연맹                                | POR  | 유럽       |      | 2013년 |          |
| 프랑스                | 프랑스 래프팅 연맹                                | FRA  | 유럽       |      | 2011년 |          |
| 핀란드                | 핀란드 패들링 래프팅 연맹                         | FIN  | 유럽       |      | 2013년 |          |
| 헝가리                | 헝가리 카누 연맹                                  | HUN  | 유럽       |      | 2003년 |          |

## 참고 문헌
- “Members & Fees”. 국제 래프팅 연맹.
- “국제 래프팅 연맹”. 국제 협회 연합.

## 같이 보기
- 래프팅